# Straight pool

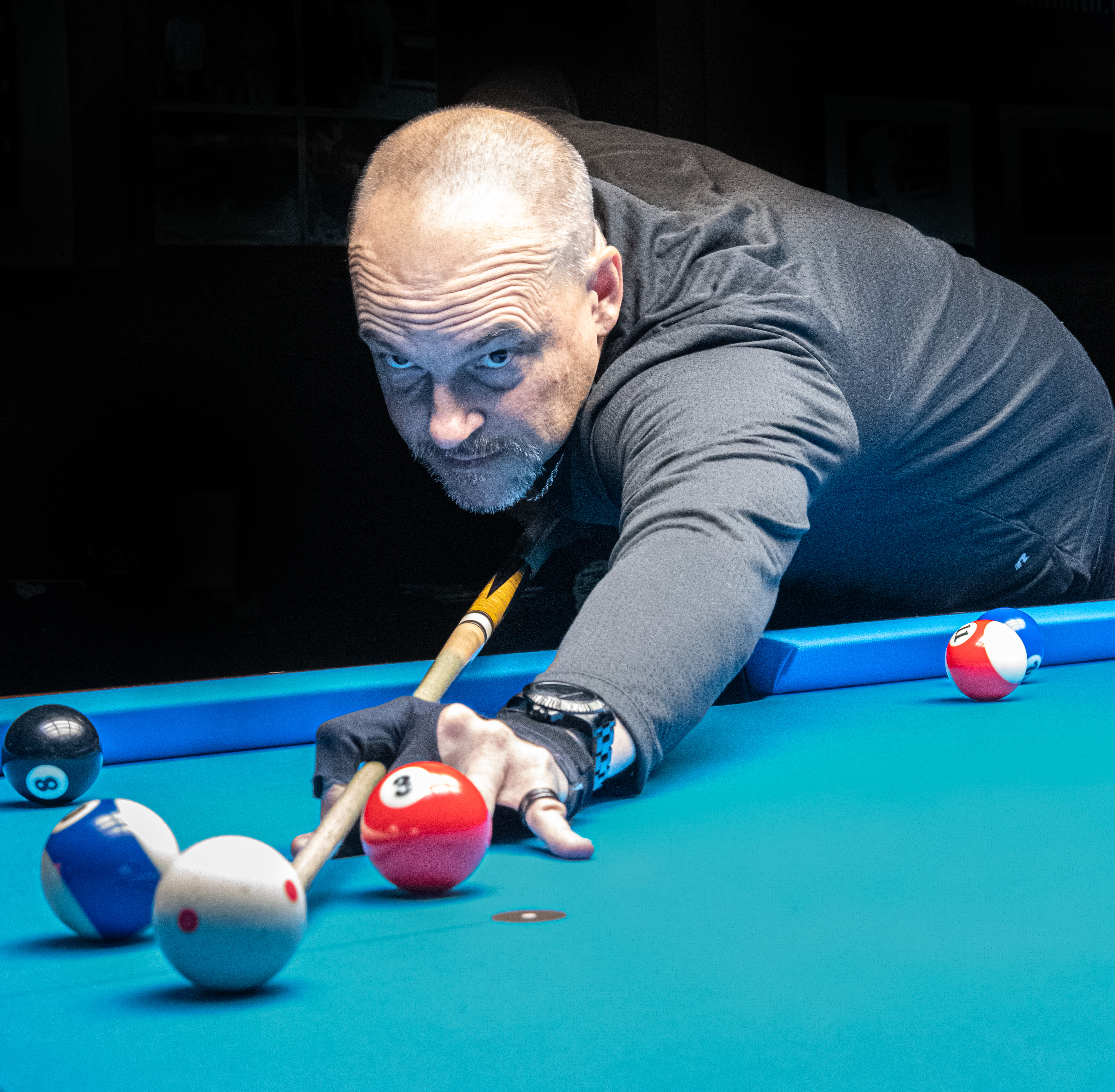
Max Eberle, American 14.1 Straight Pool Men's Tournament. October 23, 2022 at Q-Master Billiards, Virginia Beach, Virginia, USA

Straight pool is een vorm van poolbiljart die ook weleens 14.1 wordt genoemd en wordt gespeeld met 1 (witte) speelbal en 15 genummerde ballen door twee spelers of twee teams. Het is de oorspronkelijke vorm van poolbiljart die geleidelijk werd verdrongen door de varianten 8-ball en 9-ball waarbij de kans op een gemiste stoot meestal hoger ligt.

## Doel van het spel
De speler mag met de witte speelbal elke genummerde bal in elke pocket spelen maar moet van tevoren zowel de te spelen bal als de pocket noemen. Voor een geslaagde stoot krijgt de speler een punt. Degene die als eerste het van tevoren genoemde aantal punten (in de praktijk vaak 100, 150 of 200) heeft gescoord, is de winnaar.

## Opzetten van de ballen
De ballen worden opgezet in een driehoekvorm. De andere ballen komen willekeurig in de driehoek.

## De breakstoot
De beginnende speler speelt de witte bal vanachter de lijn. Het is een correcte break als de witte bal en ten minste twee andere ballen een band hebben geraakt. Als dat niet gebeurt, krijgt de speler -2 punten. De tegenstander heeft de keuze om verder te spelen of de tegenstander nogmaals te laten breaken.
Als tijdens de break de witte bal weggaat, maar er zijn wel twee andere ballen tegen de band geweest, is het een gewone fout en dus -1 voor de speler.
Bij de break is het zaak zo weinig mogelijk ballen los te spelen, zodat de tegenstander zo weinig mogelijk kans krijgt een bal te potten.

## Na de break
De speler moet een bal potten, willekeurig welke, maar hij dient wel van tevoren aan te geven welke bal hij in welke pocket gaat spelen. Als dat is gelukt, krijgt hij 1 punt per bal die is gepot. Er kunnen dus meerdere ballen in één stoot worden gepot, zolang de genomineerde bal maar in de juiste pocket verdwijnt. Als de genomineerde bal in een andere pocket verdwijnt, wordt deze teruggelegd op de stip (voorste bal van het rack), of als dat niet kan, zo dicht mogelijk daarbij, op een rechte lijn vanaf die stip naar de bovenste band.

### Fouten
Indien een speler een fout maakt, krijgt de tegenstander géén ball in hand, zoals bij 8- of 9-ball wel het geval is. De speler die de fout maakte, krijgt -1 punt. De tegenstander speelt verder van waar de witte bal ligt, tenzij de witte dus is gepot, want dan krijgt de speler -1 punt en mag de tegenstander verder spelen vanuit de kitchen, oftewel van achter de lijn. Hij mag geen bal spelen, die in de kitchen ligt.
Het is een fout als men:
- een bal van tafel speelt;
- na balcontact geen band raakt. (Dit geldt niet als er een bal wordt gepot.);
- ballen aanraakt met kleding of op enig andere manier beweegt zonder een geldige stoot te maken.

Ballen die van tafel gespeeld zijn, worden op de stip teruggelegd (zie 'Na de break'). Als men drie opeenvolgende van bovengenoemde fouten maakt en de tegenspeler of scheidsrechter geeft dit na de tweede fout aan, dan krijgt de speler -15 boven op de -1 voor de fout. Heeft de scheidsrechter/tegenstander dat niet aangegeven, dan gaat het spel gewoon verder. Ook als een speler opzettelijk de bal aanraakt, bijvoorbeeld als hij de witte bal oppakt wanneer deze richting de pocket loopt, dan krijgt hij -15 boven op de -1 van de fout. Alle ballen die worden gepot bij een foute stoot, worden teruggelegd op de stip.
Dit zijn de officiële spelregels, per streek komt het voor dat er met afwijkende regels wordt gespeeld.